# Раду Жуде
Раду Жуде (рум. Radu Jude; нар. 28 березня 1977, Бухарест, Румунія) — румунський кінорежисер і сценарист. Володар головного призу 71-го Берлінського міжнародного кінофестивалю.

## Фільмографія
- 2002 — У сім'ї (серіал)
- 2006 — Лампа з капелюхом (короткометражний)
- 2006 — Олександра (короткометражний)
- 2007 — Ранок (короткометражний)
- 2009 — Найщасливіша дівчина на світі
- 2011 — Фільм для друзів
- 2012 — Усі в нашій родині
- 2013 — A Cloud Shadow (короткометражний)
- 2014 — Це також проходить крізь стіну (короткометражка)
- 2015 — Браво!
- 2016 — Пошрамовані серця
- 2017 — Мертва нація
- 2018 — Мені плювати, якщо ми увійдемо в історію як варвари
- 2020 — Відправлення потягів (документальний)
- 2020 — Великими буквами
- 2021 — Недоречний трах, або Божевільне порно
- 2021 — Semiotic Plastic (короткометражний)
- 2022 — Потьомкіністи (короткометражний)
- 2023 — Не очікуйте забагато від кінця світу
- 2024 — Вісім листівок з Утопії

## Громадська позиція
У 2018 підтримав українського режисера Олега Сенцова, незаконно ув'язненого у Росії